# Rhithrogena wuyiensis
Rhithrogena wuyiensis is een haft uit de familie Heptageniidae. De wetenschappelijke naam van de soort is voor het eerst geldig gepubliceerd in 1999 door Gui, Zhou & Su.
De soort komt voor in het Oriëntaals gebied.